# Månskär

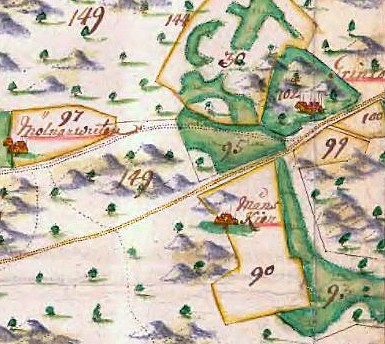
Del av "General Carta öfwer Vårby säteri 1703" visande torpet Månskär (nr 90 i bildmitt).

Månskär (även Månskerr, Månskiär eller Måns kierr) var ett torp under Vårby säteri i dagens kommundel Segeltorp, Huddinge kommun. Det egendomliga namnet har inget med månskära att göra utan förleden härrör från en av torpets förste brukare "Måns" och efterleden från "kärr" (våtmark).

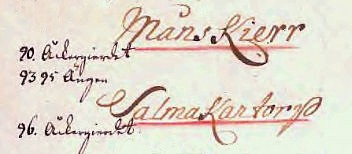
Måns Kierr "Exlpicatio Numer".

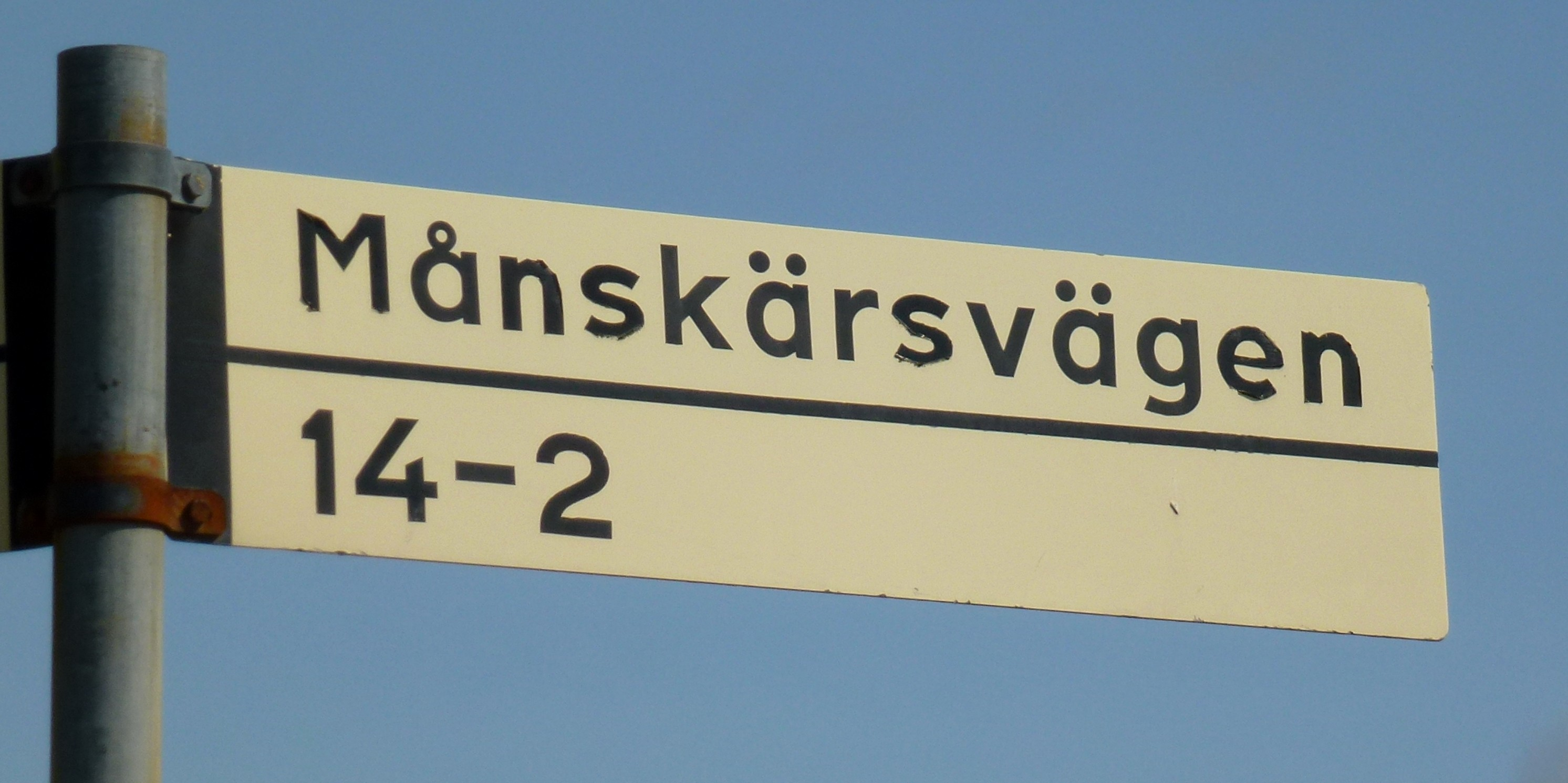
Månskärsvägen i Kungens kurva.

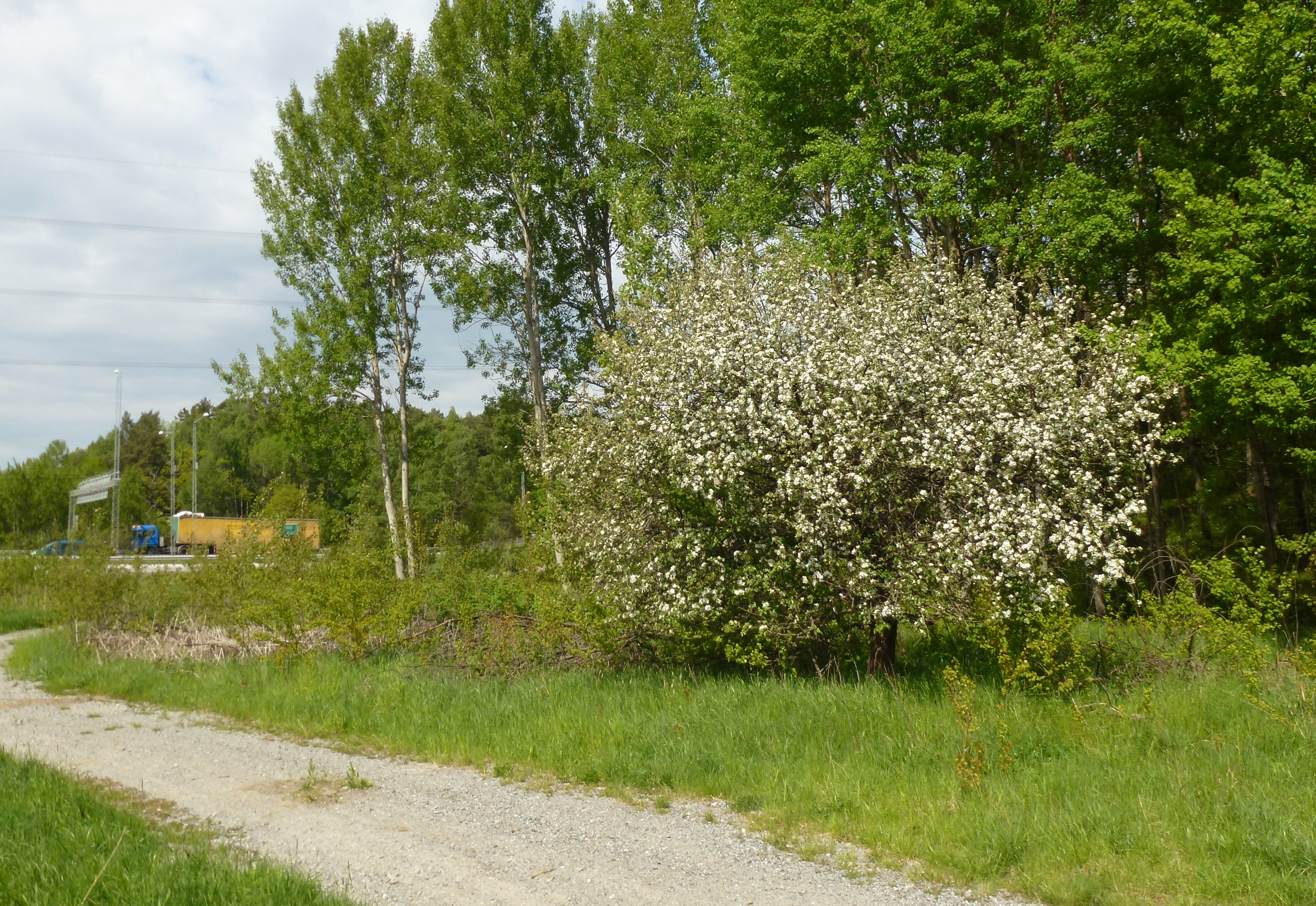
Blommande äppelträd vid det tidigare torpet. I bakgrunden syns E4/E20.

Torpet byggdes  i samband med att den nya sträckningen av riksvägen (Södertäljevägen) från Hornstull till Fittja blev klar 1673. Månskär nämns då som torp under Vårby säteri. Förutom torpet Månskär uppstod flera andra torp längs den nya färdvägen, bland dem Lindvreten, Sadelmakartorp, Altartorp och Segerstorp (Segeltorp). 
På kartografen Abraham Hesselgrens General Carta öfwer Vårby sätegård... från 1703 syns torpet under beteckningen "Måns kierr" strax söder om den nyanlagda färdvägen, i höjd med Sadelmakartorp (Grindtorp). Till torpet hörde mark med löpnummer 90 (åkerjord) och 93, 95 (ängsmark) belägna på båda sidor om landsvägen. Månskär återfinns i jordeboken 1749 och i husförhörslängderna från 1751 som frälse under Vårby. 
År 1810 var ägare "Cattun Fabrikeur" (tillverkare av kattun) Jacob Rubensson som var skattskriven i Botkyrka. Torpare var Carl Öman, född 1767, och hans hustru Maria Christina, även hon född 1767. Av mantalslängden framgick att Carl Öhman "avsäger sig tobaksutnyttjande" för att därigenom få sänkt skatt.
Månskär brukades som dagsverkstorp till mitten av 1800-talet då jorden lades till Vårby gård. Därefter blev det bostad för statardräng eller inhysta. Månskär stod länge och förföll innan det slutligen förstördes av en brand 1984.
Dagens "Månskärsvägen" söder om Heron City i Kungens kurva påminner ännu om det tidigare torpet, likaså feltolkningar av namnet Måns kärr som "Restaurang Månskäran" och "Hotel Månen". De enda konkreta resterna av torpets mark är några fruktträd intill motorvägen E4/E20.